# Кес ван дер Тейн
Кес ван дер Тейн (нід. Kees van der Tuijn, 24 липня 1924, Східам — 23 серпня 1974, Східам) — нідерландський футболіст, що грав на позиції нападника, зокрема за національну збірну Нідерландів.

## Клубна кар'єра
У дорослому футболі дебютував 1941 року виступами за команду «Гермес ДВС» з рідного Східама, кольори якої і захищав протягом усієї своєї кар'єри гравця, що тривала понад 20 років. 

## Виступи за збірну
1948 року дебютував в офіційних матчах у складі національної збірної Нідерландів. Того ж року був основним гравцем на  футбольному турнірі на Олімпійських іграх 1948 року в Лондоні.
За чотири роки був включений до складу національної команди для участі в Олімпійських іграх 1952 в Гельсінкі, де, утім, на поле вже не виходив.
Загалом протягом п'ятирічної кар'єри в національній команді провів у її формі 11 матчів, забивши 2 голи.
Помер 23 серпня 1974 року на 51-му році життя в рідному Східамі.
| Дата       | Місто      | Господарі       | Результат | Гості      | Турнір                 | Голи | Примітки |
| ---------- | ---------- | --------------- | --------- | ---------- | ---------------------- | ---- | -------- |
| 26-5-1948  | Осло       | Норвегія        | 1 – 2     | Нідерланди | товариський матч       | 1    |          |
| 9-6-1948   | Амстердам  | Нідерланди      | 1 – 0     | Швеція     | товариський матч       | -    |          |
| 26-7-1948  | Портсмут   | Ірландія        | 1 – 3     | Нідерланди | ОІ 1948 - Кваліфікація | -    |          |
| 31-7-1948  | Лондон     | Велика Британія | 4 – 3     | Нідерланди | ОІ 1948 - 1/8 фіналу   | -    |          |
| 12-6-1949  | Копенгаген | Данія           | 1 – 2     | Нідерланди | товариський матч       | -    |          |
| 16-6-1949  | Гельсінкі  | Фінляндія       | 1 – 4     | Нідерланди | товариський матч       | -    |          |
| 10-12-1950 | Париж      | Франція         | 5 – 2     | Нідерланди | товариський матч       | 1    |          |
| 15-4-1951  | Амстердам  | Нідерланди      | 5 – 4     | Бельгія    | товариський матч       | -    |          |
| 6-6-1951   | Роттердам  | Нідерланди      | 2 – 3     | Норвегія   | товариський матч       | -    |          |
| 27-10-1951 | Роттердам  | Нідерланди      | 4 – 4     | Фінляндія  | товариський матч       | -    |          |
| 6-4-1952   | Антверпен  | Бельгія         | 4 – 2     | Нідерланди | товариський матч       | -    |          |
| Усього     |            | Матчів          | 11        |            | Голів                  | 2    |          |